# 河市镇 (汨罗市)
河市镇，中华人民共和国湖南省岳阳市屈原管理区下属的一个镇。位于屈原管理区东南部。
除行政、财税外，其他事务包括民事、区划与统计等全部归入汨罗市。
辖1个社区居委会，25个建制村，总面积73.29平方千米，总人口2.67万人，镇人民政府驻禾鸡山（原黄金乡人民政府驻地）。

## 建制沿革
- 1951年，置河市镇。
- 1958年，改屈原农场分场。
- 1991年，复置河市镇。
- 2015年，与黄金乡成建制合并设立河市镇。

## 行政区划
下辖1个社区和25个建制村：
- 河市社区
- （原河市镇下辖）新悦村、复兴村、荻湖村、三联村、三合村、和平村、古罗城村、永兴村、星湖村、洋湖村、三星村
- （原黄金乡下辖）大江村、黄金村、万兴村、北洲村、新联村、团洲村、双江村、滨莲村、金龙村、寺坪村、金塘村、禾鸡山村、大湾村、青洲村